# Pyrostria bispathacea
Pyrostria bispathacea är en måreväxtart som först beskrevs av Gottfried Wilhelm Johannes Mildbraed, och fick sitt nu gällande namn av Diane Mary Bridson. Pyrostria bispathacea ingår i släktet Pyrostria och familjen måreväxter.
Artens utbredningsområde är Kamerun. Inga underarter finns listade i Catalogue of Life.